# Lorenzo Strozzi
Lorenzo Strozzi (ur. 3 grudnia 1523 we Florencji, zm. 14 grudnia 1571 w Awinionie) – włoski kardynał.

## Życiorys
Był synem Filipa Strozzi i Klary Medycejskiej. Studiował prawo na Uniwersytecie w Padwie. Następnie wstąpił do wojska i walczył pod komendą francuskiego króla, Henryka II przeciwko kalwinistom w Langwedocji. Wkrótce potem porzucił karierę w armii i wstąpił na służbę kościelną. 7 grudnia 1547 został mianowany biskupem Béziers, a trzy lata później przyjął sakrę. 15 marca 1557 został kreowany kardynałem i otrzymał diakonię S. Balbinae. 9 maja 1561 zrezygnował z biskupstwa. 6 lutego 1568 został arcybiskupem Aix-en-Provence, jednak zrezygnował 2 dni późnej.